# Караев, Юрий Александрович
Юрий Александрович Караев (14 мая 1923 — 27 ноября 1986, Ярославль) — советский театральный актёр, народный артист РСФСР (1975).

## Биография
Юрий Александрович Караев родился 14 мая 1923 года. В школе ходил в детский самодеятельный театр «Искра» при пионерском клубе Резинокомбинатского района Ярославля. К началу Великой Отечественной войны окончил школу-десятилетку, но в армию его не взяли из-за слабого зрения. Учился в школе технической связи Осоавиахима, а вскоре заменил ушедшего на фронт инструктора. В 1942 году был направлен в прифронтовую полосу вместе с художественной бригадой: давали концерты для бойцов, уходящих на передовую. В августе 1942 года поехал на фронт в составе военно-санитарного поезда ВСП-10-34, где убирал вагон, раздевал и одевал раненых, помогал при перевязках, читал вслух газеты. Затем был отозван во фронтовой театр малых форм. 
После мобилизации в 1945 году стал актёром Ярославского театра драмы имени Ф. Волкова и одновременно учился в созданной тогда при театре студии. Всю жизнь выступал в театре, сыграл на сцене около 150 ролей.
Умер 27 ноября 1986 года.

## Награды и премии
- Медаль «За трудовую доблесть» (11.07.1950)[1]
- Заслуженный артист РСФСР (1969).
- Народный артист РСФСР (15.08.1975).

## Работы в театре
- 1946 — «Русский вопрос» К. Симонова — радиодиктор
- 1946 — «Молодая гвардия» А. Фадеева — Земнухов
- 1947 — «Остров мира» Е. Петрова — Артур
- 1947 — «Победители» Б. Чирскова — 1-й офицер связи
- 1947 — «На белом свете» П. Нилина — колхозник с медалью
- 1947 — «Вас вызывает Таймыр» К. Исаева и А. Галича — аккомпаниатор
- 1947 — «Воробьёвы горы» А. Симукова — Граматчиков
- 1948 — «Последние» М. Горького — Пётр
- 1948 — «Давным-давно» А. Гладкова — Сальгари, 2-й гость
- 1948 — «Счастье» П. Павленко — Юрий Поднебеско
- 1948 — «Рождение мира» по А. Толстому — Махно
- 1948 — «Мачеха» О. Де Бальзака — секретарь
- 1948 — «Дубровский» А. Пушкина — поп
- 1948 — «Машенька» А. Афиногенова — Сеня
- 1948 — «Снежок» В. Любимовой — Джон
- 1948 — «На той стороне» А. Барянова — Сугияма
- 1949 — «За вторым фронтом» В. Собко — повар-негр
- 1949 — «Голос Америки» Б. Лавренёва — Брэстэд, рядовой
- 1949 — «Кандидат партии» А. Крона — Ковако
- 1949 — «Студент 3 курса» Л. Березина и А. Девидсона — Костя Зимин
- 1949 — «Настя Колосова» В. Овечкина — Савелий Маркович
- 1949 — «Аленький цветочек» Л. Браусевича и И. Карнауховой — Баба-Яга
- 1950 — «Иван-да-Марья» В. Гольдфельда — Воевода
- 1950 — «Двенадцатая ночь» В. Шекспира — 2-й пристав
- 1950 — «Семья» А. Попова — Шелгунов
- 1950 — «Украденное счастье» И. Франко — парень
- 1950 — «Калиновая роща» А. Корнейчука — Максим Зоря
- 1951 — «Макар Дубрава» А. Корнейчука — Орлов
- 1951 — «Сокровища Валидуба» Л. Веприцкой — Медведь
- 1951 — «Незабываемый 1918» Вс. Вишневского — комиссар эсминца «Гавриил»
- 1951 — «Совесть» Ю. Чепурина — Чуденин
- 1951 — «На дне» М. Горького — Костылёв
- 1951 — «Отелло» В. Шекспира — сенатор
- 1951 — «Ревизор» Н. Гоголя — Хлопов, Растаковский
- 1952 — «Сомов и другие» М. Горького — Силантьев, толстый инженер
- 1952 — «Любовь Яровая» К. Тренёва — Чир
- 1952 — «Шёлковое сюзане» А. Каххары — Кузнев
- 1952 — «Хитрая вдова» К. Гольдони — Бириф
- 1952 — «Тайна Чёрного озера» Е. Борисовой — Царь
- 1953 — «Сказка» М. Светлова — Моисей
- 1953 — «Огненный мост» Б. Ромашова — Урядник
- 1953 — «Два веронца» В. Шекспира — Лауно
- 1953 — «Завтра будет нашим» К. Мюфке — Томас
- 1953 — «Дочь прокурора» Ю. Яновского — Виктор
- 1954 — «Королевство кривых зеркал» В. Губарева и А. Успенского — Абаж
- 1954 — «Порт-Артур» И. Попова и А. Степанова — Юм-юм
- 1954 — «Журбины» по Вс. Кочетову — Виктор
- 1954 — «Коварство и любовь» В. Шиллера — Вурм
- 1955 — «Филумена Мартурано» Э. де Филиппо — Микеле
- 1955 — «Крылья» А. Корнейчука — Марченко
- 1955 — «Настоящий человек» по Б. Полевому — дед Михайла
- 1955 — «Царь Фёдор Иоаннович» А. Толстого — Варлаам
- 1956 — «Благочестивая Марта» К. Гольдони — Пастрана
- 1956 — «Горя бояться — счастья не видать» С. Маршака — Андрон Кузьмич
- 1956 — «Гостиница „Астория“» А. Штейна — лейтенант
- 1956 — «Запутанный узел» М. Маклярского и Л. Шейнина — Максимов
- 1957 — «Разлом» Б. Лавренёва — 3-й матрос
- 1957 — «Последняя остановка» Э.-М. Ремарка — капитан
- 1957 — «Почему улыбались звезды» А. Корнейчука — Однолюб
- 1957 — «Хрустальный башмачок» Т. Габбе — шарманщик
- 1957 — «В поисках радости» В. Розова — Фёдор
- 1957 — «Встреча с юностью» А. Арбузова — Голубкин
- 1957 — «Кресло № 16» Д. Угрюмова — кресло № 16
- 1958 — «Город на заре» А. Арбузова — Жмельков
- 1958 — «Это было» Д. Горбунова — Лаптев
- 1958 — «Димка-невидимка» В. Коростылёва и М. Львовского — дедушка
- 1958 — «Внук короля» Л. Шейнина — Ашот Бароян
- 1958 — «Такая любовь» П. Когоута — Тошек
- 1958 — «Пять вечеров» М. Володина — Тимофеев
- 1958 — «Два цвета» И. Кузнецова и А. Зака — Большой
- 1959 — «Весенние скрипки» А. Штейна — Петрищев
- 1959 — «Стряпуха» А. Софронова — Андрей Пчёлка
- 1959 — «Сирано де Бержерак» Э. Ростана — Жоделе
- 1959 — «Иванов» А. Чехова — Боркин
- 1959 — «Фёдор Волков» Н. Севера — Шумский
- 1960 — «Остров Афродиты» А. Парниса — Дж. Маклей
- 1960 — «Великий волшебник» В. Губарева — Кошачий зуб
- 1960 — «Кредит у нибелунгов» Ф. Куна — Шенфельдер
- 1960 — «Океан» А. Штейна — лихой матрос
- 1960 — «Тяжёлое ранение» Ю. Чепурина — Назар Фомич
- 1960 — «Василиса Мелентьева» А. Островского — князь Шуйский
- 1961 — «Игра без правил» Л. Шейнина — Отто Штумпе
- 1961 — «Знакомьтесь, Балуев» по В. Кожевникову — Петухов
- 1962 — «Дети солнца» М. Горького — Назар Авдеевич
- 1962 — «Огонь на себя» И. Назарова — Сабит
- 1962 — «Хочу верить» И. Голосовского — Чудовский
- 1963 — «Фёдор Волков» Н. Севера — Елозин
- 1963 — «Платон Кречет» А. Корнейчука — Бублик
- 1963 — «В день свадьбы» В. Розова — Менандр Николаевич
- 1964 — «Глубокая разведка» А. Крона — Андреянов
- 1964 — «Печорин» по М. Лермонтову — Раевич
- 1964 — «Семья Плаховых» В. Шаврина — Серафим
- 1964 — «Панфиловцы» И. Назарова — Старик
- 1965 — «Великий Бобби» К. Грушиньского — Флайн
- 1966 — «Тяжкое обвинение» Л. Шейнина — Приходько
- 1966 — «Твой дядя Миша» Г. Мдивани — Тимофей, старик в очках
- 1966 — «Скандальное происшествие…» Дж.-Б. Пристли — Хардэйкр
- 1967 — «Царь Юрий» В. Соловьёва — Емеля, Шуйский
- 1967 — «Мятеж на Волге» И. Назарова — Столбов
- 1967 — «Васса Железнова» М. Горького — Прохор
- 1968 — «Мыслящие, любящие и одержимые» В. Соловьёва — 1-й инженер
- 1968 — «Десять суток за любовь» Б. Рацера и В, Константинова — Лонгин
- 1968 — «Человек и глобус» Б. Лавренева — Зуев
- 1969 — «Враги» М. Горького — Печенегов
- 1969 — «Похищение луковиц» Машаду — Садовник
- 1969 — «Посольский дневник» С. Дангулова — Рудкевич
- 1969 — «Мои знакомые» В. Шаврина — Виталий
- 1969 — «Память сердца» А. Корнейчука — Кирилл
- 1970 — «Сказки старого Арбата» А. Арбузов — Христофор
- 1970 — «Московские каникулы» А. Кузнецов — Борис Павлович
- 1970 — «Снега» Ю. Чепурин — Матвей
- 1971 — «Штурманы грядущих бурь» Н. Севера — Панаев
- 1971 — «Золушка» Е. Шварца — король
- 1971 — «Дети России /Вдали от Родины» Л. Шейнина — Михель
- 1971 — «Человек со стороны» И. Дворецкого — Плужин
- 1971 — «Как я отдыхал» В. Покровского — Аркадий Иванович
- 1971 — «Солдатская вдова» Н. Анкилова — Плетнёв
- 1972 — «Лошадь Пржевальского» М. Шатрова — Сизых
- 1972 — «Забыть Герострата» Г. Горина — Крисипп
- 1973 — «Долги наши» Э. Володарского — Семён Лукич
- 1973 — «Тартюф» Ж.-Б. Мольера — Тартюф
- 1973 — «Характеры» В. Шукшина — дядя Ермолай
- 1973 — «Погода на завтра» М. Шатрова — Архангельский
- 1973 — «Двенадцатая ночь» В. Шекспира — сэр Тоби
- 1973 — «Маленькие трагедии» А. Пушкина — Лепорелло